# 300: Битка код Термопила
300 — Битка код Термопила (енгл. 300) је филм из 2006, адаптација стрипа 300 Френка Милера који је инспирисан филмом Рудолфа Матеа 300 Спартанаца из 1962. Режисер филма је Зак Снајдер, а Френк Милер је био извршни продуцент и консултант. У филму се обрађује историјска битка код Термопила, а највећим делом је сниман у техници плавог екрана.
Филм је премијерно приказан у Остину 9. децембра 2006. године, од 14. фебруара 2007. се приказивао на Међународном филмском фестивалу у Берлину, а у америчке биоскопе је пуштен 9. марта и доступан је на ДВД, Блу реј и ХД ДВД формату од 31. јула исте године. Филм је добио углавном мешане, до позитивне критике. Иако су хваљени визуелни ефекти и стил, критикован је приказ Персијанаца, који су неки окарактерисали као нетрпељив и иранофобичан. Ипак, филм је остварио велики комерцијални успех, зарадивши преко 456 милиона долара широм света. Наставак, назван 300: Успон царства, базиран на Милеровом претходно необјављеном графичком роману преднаставку Ксеркс, премијерно је приказан 2014. године.

## Радња
Група персијских гласника долази у Спарту, захтевајући спартанску покорност краљу Ксерксу. Љут и увређен тим захтевом, краљ Леонида наређује да се гласници побију што доводи до сукоба са Персијанцима. Леонида посећује пророчицу, објашњавајући јој свој ратни план против Персијанаца. Свештеници, које је Ксеркс већ подмитио, намерно греше у интерпретацији поруке пророчице говорећи да Спарта не би требало да иде у рат, како не би покварила свети Карнејски фестивал.
Упркос упозорењу, Леонида креће у рат са Персијанцима скупивши 300 најбољих ратника притом бирајући само оне који већ имају мушке потомке. У току марша ка северу придружује им се група Аркађана и других Грка. Стигавши у кланац Термопиле (у филму га називају „вреле капије”), наспрам персијске армије граде зид како би спречили напредовање Персијанаца. Ефијалт, грбави Спартанац, од Леониде тражи допуштење да се придружи његовој војсци како би у бици осветио оца. Том приликом га обавештава о тајном путу којим би Персијанци могли да зађу иза леђа његове војске. Леонида не дозвољава Ефијалту да се придружи са објашњењем да би његова неспособност правилног држања штита могла бити слаба тачка у његовој ратној формацији. Увређени Ефијалт одлази Ксерксу и нуди му помоћ у рату против Спартанаца који су до тог тренутка успешно одбијали нападе Ксерксове војске наносећи јој велике губитке.

## Глумачка екипа
| Глумац          | Улога                                                        |
| --------------- | ------------------------------------------------------------ |
| Џерард Батлер   | Леонида, краљ Спартанаца                                     |
| Лина Хиди       | Краљица Горго, Леонидина жена                                |
| Дејвид Венам    | Дилиос, наратор и спартански војник                          |
| Доминик Вест    | Терон, корумпирани спартански политичар                      |
| Мајкл Фасбендер | Стелиос, млади спартански војник                             |
| Винсент Риган   | Артемис, капетан спартанске војске и Леонидин одани пријатељ |
| Родриго Санторо | Ксеркс I, краљ Персијанаца                                   |
| Ендру Тирнан    | Ефилијат, деформисани спартански отпадник                    |
| Ендру Пливин    | Даксос, аркадијски војник                                    |
| Том Висдом      | Астинос, најстарији син капетана Артемиса                    |
| Ђовани Чимино   | Плеистаркус, Леонидин син                                    |
| Питер Менса     | персијски гласник                                            |
| Кели Крејг      | пророчица                                                    |
| Тајлер Најцел   | млади Леонида                                                |
| Робер Маје      | бесмртни Ибер (Гигант)                                       |
| Стивен Мекхети  | саветник                                                     |

## Пријем

### Зарада
Премијерно приказивање филма 300 у Северној Америци било је 9. марта 2007. У првом викенду приказивања филм је зарадио 28.106.731 долара. Укупна зарада је била 456.068.181 долара.

### Критике
Од светске премијере на Берлинском међународном филмском фестивалу 14. фебруарa 2007. пред 1.700 гледалаца, “300” је добио различите критике. У Северној Америци критичари су подељени.

### Историјска тачност

#### Опис Персијанаца
Од премијере, “300“ је био на мети критика због начина на који представља људе из Персијског царства. Разни критичари, стручњаци, новинари и ирански државници, укључујући и председника Махмуда Ахмадинеџада, осудили су филм. У филму “хиљаду нација персијског царства”, су приказани као варварске и демонске хорде, а краљ Ксеркс је приказан као андрогин. Персијски бесмртници (енгл. Immortals) носе штит и оружје јапанских самураја.
Портпарол Ворнер броса је изјавио: “Филм 300 — Битка код Термопила је фикција инспирисана романом Френка Милера, а лабаво базирана на историјским догађајима. Студио је направио овај филм чисто као фикцију са једином намером да забави публику; његова сврха није да исмејава неки народ или културу, нити да шаље билу какву политичку поруку.”